# Jednorodność (kosmologia)
Jednorodność – zasada mówiąca, że przestrzeń i rozłożenie w niej materii są jednorodne, co oznacza, że żaden punkt nie jest wyróżniony. Zasada ta nie daje się sprawdzić bezpośrednio doświadczalnie, a otrzymany w wyniku obserwacji obraz Wszechświata ukazuje go takim jakim był w odległej przeszłości. Mówi ona zatem, że jeżeli dla obserwatora fundamentalnego, prowadzącego obserwacje z Ziemi, galaktyki są rozłożone jednorodnie, to w każdym innym miejscu obserwator fundamentalny powinien widzieć podobny ich rozkład na niebie. 
Podstawowe znaczenie dla prawdziwości tej tezy ma zatem ustalenie, czy galaktyki są rozłożone jednorodnie zarówno w pobliżu Ziemi, jak i w znacznym od niej oddaleniu. Przyjęto, że na odległościach poniżej 100 Mpc, Wszechświat ma budowę hierarchiczną, co oznacza, że jest niejednorodny. Wynika z tego, że w miarę zwiększania odległości niejednorodność jest coraz mniejsza. Obecnie przyjmuje się, że nie istnieje żadna odległość graniczna, a obserwacje ukazują istnienie niejednorodności na odległościach znacznie większych niż przyjmowane 100 Mpc. Nie oznacza to jednak, że Wszechświat jest niejednorodny, a jedynie to, że im większe jego obszary obserwujemy tym mniejsze niejednorodności w nim występują.
Zasada ta więc określa jednorodność Wszechświata poprzez ukazanie coraz mniejszych niejednorodności w nim występujących wraz ze wzrostem odległości obserwowanych obiektów.